# Beogradska Arena Live (Parni valjak)
Beogradska Arena Live četvrti je koncertni videoalbum Parnog valjka. Na njemu se nalaze snimke koncerata održanih 16. i 17. listopada 2010. godine u beogradskoj Areni.

## Popis pjesama
1. Ljubavna (s albuma Buđenje)
2. Zagreb ima isti pozivni (s albuma Anđeli se dosađuju?)
3. Gledam je dok spava (s albuma Pokreni se!)
4. Zastave (s albuma Zastave)
5. Ostani s njim (s albuma Uhvati ritam)
6. Dok si pored mene (s albuma Pretežno sunčano?)
7. Dođi (s albuma Buđenje)
8. Molitva (s albuma Buđenje)
9. ...a gdje je ljubav? (s albuma Samo snovi teku uzvodno)
10. Pusti nek' traje (s albuma Uhvati ritam)
11. Mijenjam se (s albuma Zastave)
12. Ivana (s albuma Buđenje)
13. Vrijeme ljubavi (s albuma Lovci snova)
14. Kad me dotakne (s albuma Anđeli se dosađuju?)
15. Stranica dnevnika (s albuma Gradske priče)
16. Jesen u meni (s albuma Anđeli se dosađuju?)
17. Nakon svih godina (s albuma Stvarno nestvarno)
18. Prokleta nedjelja (s albuma Sjaj u očima)
19. U ljubav vjerujem (s albuma Zastave)
20. Lutka za bal (s albuma Glavom kroz zid)
21. Sve još miriše na nju (s albuma Buđenje)
22. Ugasi me (s albuma Pokreni se!)

## Vanjske poveznice
- Beogradska Arena Live na stranici Discogs.com
- Beogradska Arena Live na stranici rts.rs